# ییمونس
ییمونس (به سوئدی: Gimonäs) یک منطقهٔ مسکونی در سوئد است که در بخش اومیا واقع شده‌است.